# Lama (žival)
Láma (znanstveno ime Lama glama) je južnoameriški rod iz družine kamel, ki so jo udomačila andska ljudstva že v predkolumbovskem obdobju ter jo še danes uporabljajo za meso, volno in kot tovorno žival.
Podobna je kozi ali ovci. Na začetku so lame živele v Severni Ameriki, a so se nato zaradi podnebnih sprememb preselile v Južno Ameriko, kjer so razširjene še danes. Po karakterju so lame že naravno socializirane in se ne bojijo človeka ter lahko z njim celo sobivajo. V primeru izzivanja je njena največja značilnost, po kateri je znana - pljuvanje.

## Razmnoževanje
Parjenje poteka na ležeč način, ki je za tovrstne vrste živali precej nenavaden, in traja 23-30 minut. Če je parjenje uspešno, lama zanosi in brejost traja približno 10-12 mesecev.